# محاصره کوه تابور
محاصره کوه تابور (انگلیسی: Siege of Mount Tabor) در سال ۱۲۱۷، محاصره‌ای طی جنگ صلیبی پنجم میان نیروهای صلیبی و ایوبیان به قصد تصرف این قلعه طی جنگ صلیبی مجارها بود که در نهایت صلیبیون در تصرف این قلعه ناکام و نیروهای ایوبی به رهبری بدرالدین محمد حکاری پیروز شدند.